# La traviata (película de 1983)
La Traviata es una película musical italiana de 1983 escrita, diseñada y dirigida por Franco Zeffirelli. Está basada en la ópera de 1853 La traviata de Giuseppe Verdi y el libreto de Francesco Maria Piave. La soprano Teresa Stratas, el tenor Plácido Domingo, y el barítono Cornell MacNeil protagonizan la película. El film, presentado en Italia en 1982, fue exhibido en los cines el año siguiente, estrenándose en los Estados Unidos el 22 de abril de 1983. La banda sonora  estaba dirigida por James Levine en la Orquesta y el Coro Metropolitan Opera, que ganó el Premio Grammy a la mejor grabación de ópera.

## Argumento
Violeta, una cortesana enferma de tuberculosis, abandona su vida de lujo y lujuria por amor a un joven noble con quien se retira a vivir en el campo. Pero el padre de Alfredo le comenta a Violeta que el futuro de su hijo y la suerte de su hermana han sido destruidas por su conexión con ella (su reputación como cortesana compromete el nombre Germont). Violeta escucha, con un creciente remordimiento, las patéticas palabras del señor Germont y decide abandonar a su amado, poniendo como excusa su deseo de regresar a su antigua y libertina existencia. Entonces, en una fiesta, Alfredo la confronta y la deshonra tirándole dinero que dice le debe por los servicios prestados mientras vivieron juntos. Violeta se desmaya abrumada por la enfermedad y la pena. Meses después, cuando Alfredo se entera de todo, corre a pedir perdón por haberla despreciado y abandonado, pero la enfermedad de la joven ya estaba demasiado avanzada. Ella muere en sus brazos.

## Producción
Zeffirelli intentó convencer a Maria Callas para el papel principal. Zeffirelli le envió dos cartas pero ella rechazó el papel.
En la película, la banda sonora de la ópera fue interpretada por la Metropolitan Opera Orchestra bajo la batuta de James Levine. Los extras secundarios también son miembros del Metropolitan. Entre esas voces destacan Ariel Bybee, Geraldine Decker, Charles Anthony, Ferruccio Furlanetto y Russell Christopher.
El film consiguió recaudar 3,594,000 millones en los Estados Unidos.

## Reparto principal
- Teresa Stratas como Violetta Valéry
- Plácido Domingo como Alfredo Germont
- Cornell MacNeil como Giorgio Germont
- Allan Monk como Baron Douphol
- Pina Cei como Annina
- Axelle Gall como Flora Bervoix
- Maurizio Barbacini como Gastone
- Vladimir Vasiliev y Ekaterina Maximova como bailarines españoles

## Recepción de la crítica
En la crítica para el The New York Times, Vincent Canby afirmó que el film era un "triunfo" y "deslumbrante" y agregó: "Nunca se ha reducido o mejorado la forma de algo para una audiencia masiva, aunque sospecho que será inmensamente popular de todos modos. El genio de Verdi saldrá a la luz, especialmente cuando se le presenta el talento, la inteligencia y el estilo que se han incluido en esta producción... Stratas no solo canta magníficamente, sino que también luce el papel... [ella] es una presencia en la pantalla tan fascinante de ver como de escuchar. Es una actuación de una intensidad impresionante... La Traviata se beneficia tanto de los talentos del Sr. Zeffirelli como diseñador como de sus dotes como director. La producción física es exuberante sin ser quisquillosa. Tampoco es nunca abrumador. Esto posiblemente se deba a que en los momentos clave siempre estamos atentos a detalles que, por realistas que sean, nos recuerdan que lo que estamos presenciando no es la vida sino una gran experiencia teatral. No te lo puedes perder."

## Awards and nominations
- Óscar al mejor diseño de producción (Franco Zeffirelli, Gianni Quaranta - nominados)
- Óscar al mejor diseño de vestuario (nominado)
- Globo de Oro a la mejor película en lengua no inglesa (nominada)
- BAFTA a la mejor película de habla no inglesa (nominada)
- BAFTA al mejor diseño de vestuario (winner)
- BAFTA al mejor diseño de producción (winner)
- Nastro d'Argento al mejor diseño de vestuario (Ganador)
- Nastro d'Argento al mejor diseño de producción (Ganador)
- Nastro d'Argento a la  mejor fotografía (Ganador)